# Distretto di Kabang
Il distretto di Kabang (in thailandese: กาบัง) è un distretto (amphoe) della Thailandia, situato nella provincia di Yala.